# Gara di WTCC di Russia 2013
La Gara di WTCC di Russia 2013 fu il sesto round del World Touring Car Championship 2013 e la prima edizione della gara russa. Si tenne il 9 giugno 2013 al Moscow Raceway, a Volokolamsk, in Russia.
Gara-1 fu vinta da Yvan Muller di RML dalla pole position. Gara-2 fu feudo di Michel Nykjær per NIKA Racing.

## Vigilia
Dopo l'ultima gara in Austria, Yvan Muller si trovò al comando del campionato, mentre James Nash fu in testa al Trofeo Yokohama per Indipendenti.
Per il sistema di compensazione del peso, le SEAT persero 10 kg di zavorra rispetto al round austriaco, abbassando il proprio peso a 1.160 kg. Le Chevrolet e le Honda rimasero al loro peso massimo di 1.190 kg, mentre le BMW 320 TC mantennero il loro peso base di 1.150 kg. Le Lada continuarono a essere le vetture più leggere dello schieramento, con 1.130 kg nella loro gara di casa.
Il pilota European Touring Car Cup, Nikolay Karamyshev, corse per la Campos Racing la sua gara di casa, rimpiazzando Hugo Valente nelle due gare della Russia e per il round seguente in Portogallo.

## Resoconto

### Test e prove libere
Muller fu il pilota più veloce nella sessione di test del venerdì, che si svolse su pista asciutta. Gabriele Tarquini fu 3º dopo aver avuto il miglior tempo nella prima metà della sessione, Tom Coronel fu il 2º.
Coronel fu il più rapido nella prima sessione di sabato mattina davanti a Robert Huff e Muller. Karamyshev fu 10º. Muller poi fu al comando della doppietta RML nelle seconde libere.

### Qualifiche
Coronel fu il più veloce nella prima parte delle qualifiche, che rimasero asciutte nonostante la minaccia di pioggia. Molti piloti rischiarono di rimanere fuori dalle qualifiche già dalla prima sessione, con Huff e Norbert Michelisz che tentarono di migliorarsi verso la fine. Il primo pilota a rimanere fuori in Q1 fu Fredy Barth che ottenne un tempo più alto di un centesimo rispetto a Michelisz. Tiago Monteiro fu 22º dopo un problema alla pompa idraulica della sua Honda Civic.
Il tempo cambiò in Q2, con la pioggia che iniziò a cadere, così ci furono pochi giri veloci. Muller fissò il tempo di riferimento in 1:45.335 e successivamente i tempi più veloci risultarono essere più lenti di questo, in quanto la pioggia aumentò. Coronel fu 2º, davanti ad Huff, Michelisz e Tarquini. James Thompson fu 6º nella gara di casa della Lada. Mehdi Bennani, 10º, si assicurò la pole position a causa della griglia invertita di gara-2, sarebbe partito con accanto il pilota di Liqui Moly Team Engstler, Charles Ng. Il leader del Trofeo Yokohama rimase fuori dalla griglia invertita, 11º, davanti all'ex compagno Tom Chilton, 12º.
Dopo le qualifiche, a entrambi i piloti della Campos Racing vennero cancellati i tempi. Karamyshev non riuscì a tornare ai box per le operazioni di peso dopo la sessione, mentre la vettura del suo compagno Fernando Monje non passò le verifiche tecniche. Il pilota Castrol Honda World Touring Car Team Monteiro ricevette una penalità in griglia per gara-1 quando il team decise di cambiare il motore per precauzione dopo i problemi di surriscaldamento.

### Warm-up
Thompson comandò la sessione di warm-up di domenica mattina. Ng concluse la sua sessione bloccato nella ghiaia, mentre Tarquini ebbe una piccola collisione con un muro di gomme che concluse il suo lavoro anticipatamente.

### Gara-1
Muller mantenne la leadership con qualche leggero contatto con Coronel alla curva 1, mentre Barth e Ng si scontrarono, uscendo entrambi dalla gara. Karamyshev fu colpito dalla vettura di Ng nel momento in cui cercava di evitare l'incidente e tornò ai box per le riparazioni. Anche Darryl O'Young fu coinvolto nella collisione e tornò in pit-lane per riparare la sua sospensione. La safety car uscì per permettere la pulizia dei detriti, la gara fu poi sospesa con la bandiera rossa al giro 4. Il veicolo di soccorso che stava recuperando la BMW di Ng si ruppe e i commissari dovettero togliere la vettura manualmente. La gara ripartì, senza che il veicolo di soccorso potesse essere spostato e quindi la curva 1 fu perennemente sotto bandiera gialla. Dietro ci fu una battaglia tra Monteiro, Marc Basseng, Alex MacDowall e Mikhail Kozlovskiy. Davanti, Coronel chiuse Muller mentre Huff provò ancora a ottenere il podio attaccando Michelisz. Ci furono pochi sorpassi poiché il punto più indicato, la curva 1, fu inibito dalle bandiere gialle. Coronel fu vicino a Muller, ma non riuscì a passarlo e il francese vinse; Michelisz fu 3º dopo aver stoppato ripetutamente i tentativi di Huff. Thompson, 5º, assicurò alla Lada il miglior risultato in WTCC.
Dopo la gara, Oriola, Basseng e Karamyshev furono colpiti da una penalità di 30 secondi per falsa partenza. Con la perdita di otto posizioni da parte di Oriola, Stefano D'Aste ottenne l'ultima posizione valida per i punti.

### Gara-2
Prima della gara, Ng fu retrocesso in fondo alla griglia quando il team Engstler Motorsport intervenne rompendo il parco chiuso per riparare la sua vettura. Ciò consentì a Nykjær di salire in prima fila accanto a Bennani. Quest'ultimo partì bene dalla pole position e si distanziò velocemente dal resto del gruppo. Oriola passò Tarquini al giro 1, poi la Honda tentò di riottenere la posizione, ma tamponò Oriola e lo fece girare. Al giro 2 Bennani iniziò ad allontanarsi da Nykjær, segnando il giro più veloce della gara. Al giro 3 Tarquini e Coronel lottarono per il 3º posto, i due entrarono in contatto permettendo a Thompson di avvicinarsi e di ingaggiare, così, una battaglia a tre. Sul rettilineo di partenza si aggiunse anche Huff e la lotta divenne, così, a quattro: combatterono finché Coronel si girò colpendo l'anteriore di Tarquini e scontrandosi con Thompson alla curva 1. Nykjær si avvicinò a Bennani all'inizio del giro 4 e sembrò in grado di prendere la leadership; Bennani rimase all'interno della Chevrolet all'ultima curva, Nykjær andò lungo e il marocchino mantenne il 1º posto. Il danese conquistò il comando al giro 7. Alla fine del giro 9, Huff tentò di passare Bennani all'ultima curva, il tentativo non andò a segno e ciò permise a Bennani e a Muller di restare davanti alla SEAT. Alla fine del giro 11 Huff tentò di sorpassare un'altra volta Bennani e ci riuscì quando quest'ultimo si girò all'uscita di una curva, precipitando al 14º posto. Nykjær vinse davanti a Muller e Huff.

## Risultati

### Qualifiche
| Pos.                     | Nº | Pilota             | Team                                 | Vettura              | Cat. | Q1       | Q2       | Punti |
| ------------------------ | -- | ------------------ | ------------------------------------ | -------------------- | ---- | -------- | -------- | ----- |
| 1                        | 12 | Yvan Muller        | RML                                  | Chevrolet Cruze 1.6T |      | 1:43.296 | 1:43.335 | 5     |
| 2                        | 15 | Tom Coronel        | ROAL Motorsport                      | BMW 320 TC           |      | 1:42.966 | 1:43.405 | 4     |
| 3                        | 1  | Robert Huff        | ALL-INKL.COM Münnich Motorsport      | SEAT León WTCC       |      | 1:43.705 | 1:43.466 | 3     |
| 4                        | 5  | Norbert Michelisz  | Zengő Motorsport                     | Honda Civic WTCC     |      | 1:43.829 | 1:43.772 | 2     |
| 5                        | 3  | Gabriele Tarquini  | Castrol Honda World Touring Car Team | Honda Civic WTCC     |      | 1:43.759 | 1:43.840 | 1     |
| 6                        | 10 | James Thompson     | Lukoil Lada Sport                    | Lada Granta WTCC     |      | 1:43.481 | 1:43.982 |       |
| 7                        | 74 | Pepe Oriola        | Tuenti Racing Team                   | SEAT León WTCC       |      | 1:43.450 | 1:43.992 |       |
| 8                        | 17 | Michel Nykjær      | NIKA Racing                          | Chevrolet Cruze 1.6T | Y    | 1:43.669 | 1:44.157 |       |
| 9                        | 7  | Charles Ng         | Liqui Moly Team Engstler             | BMW 320 TC           | Y    | 1:43.740 | 1:44.421 |       |
| 10                       | 25 | Mehdi Bennani      | Proteam Racing                       | BMW 320 TC           | Y    | 1:43.674 | 1:44.438 |       |
| 11                       | 14 | James Nash         | bamboo-engineering                   | Chevrolet Cruze 1.6T | Y    | 1:43.699 | 1:45.119 |       |
| 12                       | 23 | Tom Chilton        | RML                                  | Chevrolet Cruze 1.6T |      | 1:43.262 | 1:45.240 |       |
| 13                       | 73 | Fredy Barth        | Wiechers-Sport                       | BMW 320 TC           | Y    | 1:43.850 |          |       |
| 14                       | 55 | Darryl O'Young     | ROAL Motorsport                      | BMW 320 TC           | Y    | 1:44.060 |          |       |
| 15                       | 38 | Marc Basseng       | ALL-INKL.COM Münnich Motorsport      | SEAT León WTCC       |      | 1:44.150 |          |       |
| 16                       | 9  | Alex MacDowall     | bamboo-engineering                   | Chevrolet Cruze 1.6T | Y    | 1:44.193 |          |       |
| 17                       | 26 | Stefano D'Aste     | PB Racing                            | BMW 320 TC           | Y    | 1:44.265 |          |       |
| 18                       | 8  | Mikhail Kozlovskiy | Lukoil Lada Sport                    | Lada Granta WTCC     |      | 1:44.435 |          |       |
| 19                       | 6  | Franz Engstler     | Liqui Moly Team Engstler             | BMW 320 TC           | Y    | 1:44.476 |          |       |
| 20                       | 18 | Tiago Monteiro     | Castrol Honda World Touring Car Team | Honda Civic WTCC     |      | 1:44.610 |          |       |
| 21                       | 37 | René Münnich       | ALL-INKL.COM Münnich Motorsport      | SEAT León WTCC       | Y    | 1:44.685 |          |       |
| Tempo del 107%: 1:50.173 |    |                    |                                      |                      |      |          |          |       |
| ES                       | 19 | Fernando Monje     | Campos Racing                        | SEAT León WTCC       | Y    | Escluso  |          |       |
| ES                       | 21 | Nikolay Karamyshev | Campos Racing                        | SEAT León WTCC       | Y    | Escluso  |          |       |

- Il pilota in grassetto indica l'autore della Pole position in gara-2.

NOTA — A Monje e Karamyshev sono stati cancellati i tempi per motivi tecnici.

### Gara-1
| Pos. | Nº | Pilota             | Team                                 | Vettura              | Cat. | Giri | Tempo/Ritirato | Griglia | Punti |
| ---- | -- | ------------------ | ------------------------------------ | -------------------- | ---- | ---- | -------------- | ------- | ----- |
| 1    | 12 | Yvan Muller        | RML                                  | Chevrolet Cruze 1.6T |      | 15   | 51:37.955      | 1       | 25    |
| 2    | 15 | Tom Coronel        | ROAL Motorsport                      | BMW 320 TC           |      | 15   | +0.511         | 2       | 18    |
| 3    | 5  | Norbert Michelisz  | Zengő Motorsport                     | Honda Civic WTCC     |      | 15   | +5.327         | 4       | 15    |
| 4    | 1  | Robert Huff        | ALL-INKL.COM Münnich Motorsport      | SEAT León WTCC       |      | 15   | +6.685         | 3       | 12    |
| 5    | 10 | James Thompson     | Lukoil Lada Sport                    | Lada Granta WTCC     |      | 15   | +10.549        | 6       | 10    |
| 6    | 3  | Gabriele Tarquini  | Castrol Honda World Touring Car Team | Honda Civic WTCC     |      | 15   | +10.718        | 5       | 8     |
| 7    | 17 | Michel Nykjær      | NIKA Racing                          | Chevrolet Cruze 1.6T | Y    | 15   | +11.053        | 8       | 6     |
| 8    | 14 | James Nash         | bamboo-engineering                   | Chevrolet Cruze 1.6T | Y    | 15   | +15.047        | 11      | 4     |
| 9    | 23 | Tom Chilton        | RML                                  | Chevrolet Cruze 1.6T |      | 15   | +15.420        | 12      | 2     |
| 10   | 26 | Stefano D'Aste     | PB Racing                            | BMW 320 TC           | Y    | 15   | +15.571        | 17      | 1     |
| 11   | 25 | Mehdi Bennani      | Proteam Racing                       | BMW 320 TC           | Y    | 15   | +16.111        | 10      |       |
| 12   | 18 | Tiago Monteiro     | Castrol Honda World Touring Car Team | Honda Civic WTCC     |      | 15   | +18.257        | 21      |       |
| 13   | 9  | Alex MacDowall     | bamboo-engineering                   | Chevrolet Cruze 1.6T | Y    | 15   | +20.716        | 16      |       |
| 14   | 8  | Mikhail Kozlovskiy | Lukoil Lada Sport                    | Lada Granta WTCC     |      | 15   | +29.113        | 18      |       |
| 15   | 19 | Fernando Monje     | Campos Racing                        | SEAT León WTCC       | Y    | 15   | +29.269        | 22      |       |
| 16   | 37 | René Münnich       | ALL-INKL.COM Münnich Motorsport      | SEAT León WTCC       | Y    | 15   | +31.673        | 20      |       |
| 17   | 74 | Pepe Oriola        | Tuenti Racing Team                   | SEAT León WTCC       |      | 15   | +44.252        | 7       |       |
| 18   | 38 | Marc Basseng       | ALL-INKL.COM Münnich Motorsport      | SEAT León WTCC       |      | 15   | +49.996        | 15      |       |
| 19   | 6  | Franz Engstler     | Liqui Moly Team Engstler             | BMW 320 TC           | Y    | 13   | +2 giri        | 19      |       |
| 20   | 55 | Darryl O'Young     | ROAL Motorsport                      | BMW 320 TC           | Y    | 12   | +3 giri        | 14      |       |
| 21   | 21 | Nikolay Karamyshev | Campos Racing                        | SEAT León WTCC       | Y    | 12   | +3 giri        | 23      |       |
| Rit  | 73 | Fredy Barth        | Wiechers-Sport                       | BMW 320 TC           | Y    | 0    | Incidente      | 13      |       |
| Rit  | 7  | Charles Ng         | Liqui Moly Team Engstler             | BMW 320 TC           | Y    | 0    | Incidente      | 9       |       |

- Il pilota in grassetto indica l'autore del giro più veloce.

### Gara-2
| Pos. | Nº | Pilota             | Team                                 | Vettura              | Cat. | Giri | Tempo/Ritirato | Griglia | Punti |
| ---- | -- | ------------------ | ------------------------------------ | -------------------- | ---- | ---- | -------------- | ------- | ----- |
| 1    | 17 | Michel Nykjær      | NIKA Racing                          | Chevrolet Cruze 1.6T | Y    | 13   | 22:53.698      | 2       | 25    |
| 2    | 12 | Yvan Muller        | RML                                  | Chevrolet Cruze 1.6T |      | 13   | +0.379         | 9       | 18    |
| 3    | 1  | Robert Huff        | ALL-INKL.COM Münnich Motorsport      | SEAT León WTCC       |      | 13   | +6.418         | 7       | 15    |
| 4    | 74 | Pepe Oriola        | Tuenti Racing Team                   | SEAT León WTCC       |      | 13   | +7.494         | 3       | 12    |
| 5    | 5  | Norbert Michelisz  | Zengő Motorsport                     | Honda Civic WTCC     |      | 13   | +8.075         | 6       | 10    |
| 6    | 23 | Tom Chilton        | RML                                  | Chevrolet Cruze 1.6T |      | 13   | +8.682         | 11      | 8     |
| 7    | 3  | Gabriele Tarquini  | Castrol Honda World Touring Car Team | Honda Civic WTCC     |      | 13   | +9.537         | 5       | 6     |
| 8    | 26 | Stefano D'Aste     | PB Racing                            | BMW 320 TC           | Y    | 13   | +10.306        | 15      | 4     |
| 9    | 55 | Darryl O'Young     | ROAL Motorsport                      | BMW 320 TC           | Y    | 13   | +13.427        | 12      | 2     |
| 10   | 14 | James Nash         | bamboo-engineering                   | Chevrolet Cruze 1.6T | Y    | 13   | +14.223        | 10      | 1     |
| 11   | 9  | Alex MacDowall     | bamboo-engineering                   | Chevrolet Cruze 1.6T | Y    | 13   | +16.581        | 14      |       |
| 12   | 18 | Tiago Monteiro     | Castrol Honda World Touring Car Team | Honda Civic WTCC     |      | 13   | +17.560        | 18      |       |
| 13   | 38 | Marc Basseng       | ALL-INKL.COM Münnich Motorsport      | SEAT León WTCC       |      | 13   | +18.776        | 13      |       |
| 14   | 15 | Tom Coronel        | ROAL Motorsport                      | BMW 320 TC           |      | 13   | +20.716        | 8       |       |
| 15   | 6  | Franz Engstler     | Liqui Moly Team Engstler             | BMW 320 TC           | Y    | 13   | +21.031        | 17      |       |
| 16   | 25 | Mehdi Bennani      | Proteam Racing                       | BMW 320 TC           | Y    | 13   | +22.834        | 1       |       |
| 17   | 21 | Nikolay Karamyshev | Campos Racing                        | SEAT León WTCC       | Y    | 13   | +23.852        | 21      |       |
| 18   | 19 | Fernando Monje     | Campos Racing                        | SEAT León WTCC       | Y    | 13   | +24.400        | 20      |       |
| 19   | 37 | René Münnich       | ALL-INKL.COM Münnich Motorsport      | SEAT León WTCC       | Y    | 11   | +2 giri        | 19      |       |
| Rit  | 8  | Mikhail Kozlovskiy | Lukoil Lada Sport                    | Lada Granta WTCC     |      | 7    |                | 16      |       |
| Rit  | 10 | James Thompson     | Lukoil Lada Sport                    | Lada Granta WTCC     |      | 4    | Incidente      | 4       |       |
| Rit  | 7  | Charles Ng         | Liqui Moly Team Engstler             | BMW 320 TC           | Y    | 1    | Sospensione    | 22      |       |
| NP   | 73 | Fredy Barth        | Wiechers-Sport                       | BMW 320 TC           | Y    | 0    | Non partito    | –       |       |

- Il pilota in grassetto indica l'autore del giro più veloce.

## Classifiche dopo l'evento
Campionato piloti
|   | Pos. | Piloti            | Punti |
| - | ---- | ----------------- | ----- |
|   | 1    | Yvan Muller       | 246   |
|   | 2    | Gabriele Tarquini | 133   |
| 1 | 3    | Michel Nykjær     | 127   |
| 1 | 4    | James Nash        | 113   |
|   | 5    | Robert Huff       | 107   |

Trofeo Yokohama Indipendenti
|   | Pos. | Pilota         | Punti |
| - | ---- | -------------- | ----- |
| 1 | 1    | Michel Nykjær  | 92    |
| 1 | 2    | James Nash     | 91    |
|   | 3    | Alex MacDowall | 74    |
|   | 4    | Mehdi Bennani  | 54    |
| 2 | 5    | Stefano D'Aste | 38    |

Campionato costruttori
|  | Pos. | Costruttore | Punti |
|  | ---- | ----------- | ----- |
|  | 1    | Honda       | 509   |
|  | 2    | Lada        | 283   |

- Nota: Solo le prime cinque posizioni sono incluse in entrambe le classifiche piloti qui presenti.